# Mathias Bøgelund
Mathias Bøgelund Christiansen (født 22. september 1992 på Frederiksberg) er en dansk skuespiller.
Han blev uddannet fra Den Danske Scenekunstskole i Aarhus i 2019.
I september 2024 spiller han Christian i Odense Teaters opsætning af Cyrano de Bergerac. I 2023 medvirkede han i Betty Nansen Teatrets opsætning af Iliaden, hvor han fik anmelderros for at være "ægte og sårbar".
I 2024 indtalte han desuden lydbogen De sorte hullers klub, der er skrevet af Lise Villadsen.

## Filmografi
- Jagtsæson (2019) som ekspedient
- Kysset (2023) som ung dansk soldat
- Fuld af kærlighed (2024) somJonas

### Tv-serier
- Fredløs (2021) som Adrian
- Bullshit som Jacob